# Adrien Gallo (Sänger)

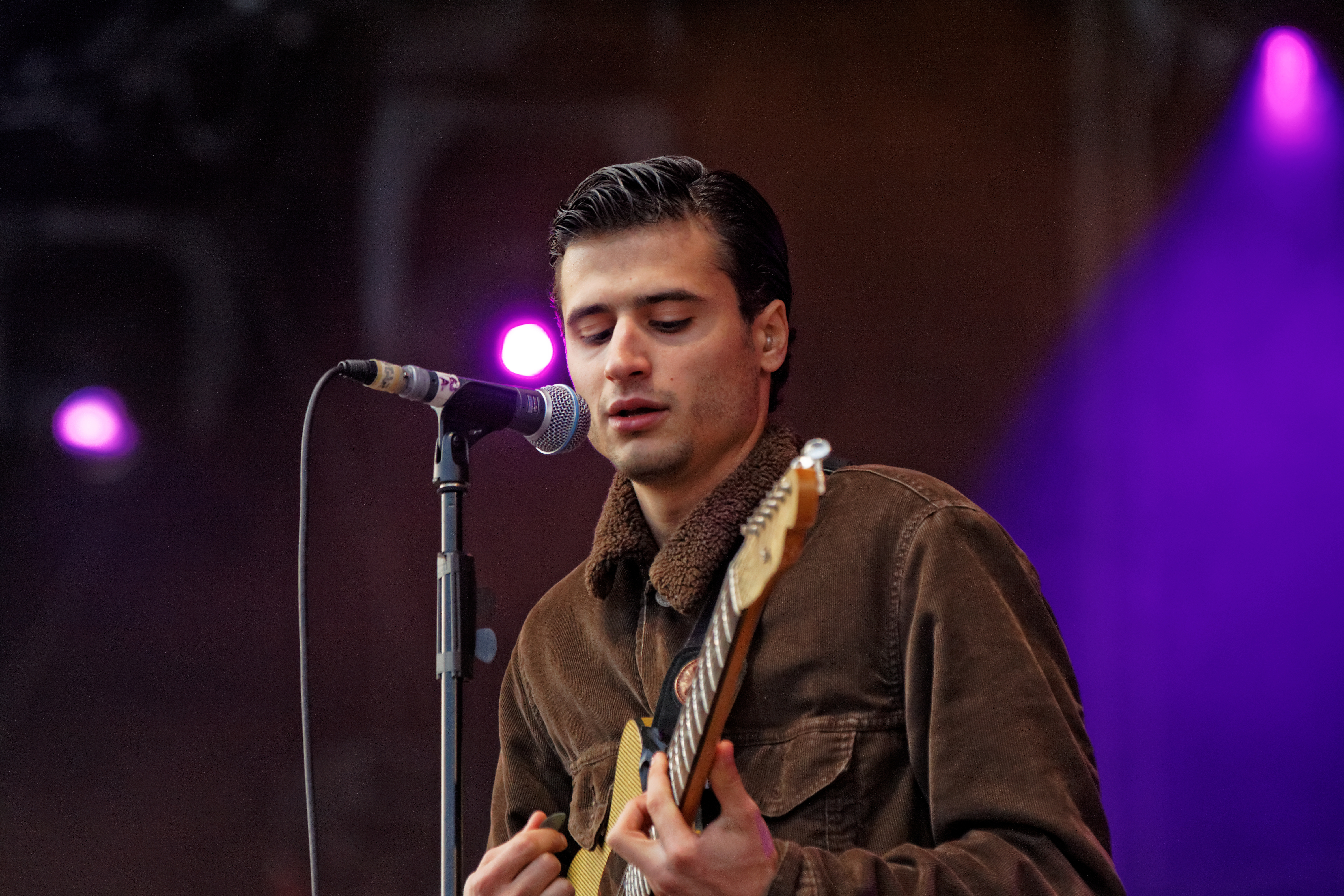
Adrien Gallo, 2012

Adrien Gallo (* 2. Juli 1989 in Paris) ist ein französischer Musiker und Schauspieler. Er ist Sänger der Band BB Brunes.

## Leben
Adrien Gallo ist ein Sohn des Fernsehproduzenten Jean-Pierre Gallo und der aus Algerien stammenden Latifa Benaoudia. Er besuchte das Collège Georges Braque und das Lycée Claude-Monet in Paris, das er mit dem Baccalauréat littéraire abschloss. Anschließend widmete er sich ganz der Musik.
Bereits als Kind erhielt Gallo Klavierunterricht und spielte Gitarre. Im Alter von elf Jahren gründete er mit seinen Jugendfreunden Raphaël Delorme und Karim Réveillé die Band Hangover, einen Vorläufer der BB Brunes. Mit letzteren trat er 2005 erstmals im Pariser Club Le Gibus auf. 2007 erschien das Debütalbum Blonde comme moi, dem 2009 Nico Teen Love und 2012 Long Courrier folgten.
2011 schrieb Gallo den Text für den Titel En transe...ylvanie aus dem Musical Dracula, l'amour plus fort que la mort (gesungen von Gregory Deck). Für Alizée schrieb er das Lied Boxing Club, 2013 die Lieder Mi amor und La marée für das Album Love Songs von Vanessa Paradis. Für die Sängerin Sophie-Tith folgten 2014 die Titel Playground und Exit, für die Sängerin Hollysiz schließlich das Lied Girl in the Corner. Im November 2014 erschien Gallos erstes Soloalbum Gemini.
2017 nahm er mit den BB Brunes das vierte Album Puzzle auf.

## Diskografie
- 2014 – Gemini
- 2021 – Là où les saules ne pleurent pas

### Singles
- 2014 – Monokini
- 2014 – Crocodile

## Filmografie
- 2001: Lehrer auf Abruf (L'Instit, TV-Serie, Episode 6x04: La gifle)
- 2001: L'Ami Fritz (Fernsehfilm)
- 2002: La Victoire des vaincus (Fernsehfilm)
- 2002: Julie Lescaut (TV-Serie, Episode 3x11: Jamais deux sans trois)
- 2002: Patron sur mesure (Fernsehfilm)
- 2003: Les Enfants de Charlotte (Fernsehfilm)
- 2012: JC comme Jésus Christ
- 2012: Asterix & Obelix – Im Auftrag Ihrer Majestät (Astérix et Obélix: Au Service de Sa Majesté)